# Flames of Passion
Flames of Passion er en britisk stumfilm fra 1922 af Graham Cutts.

## Medvirkende
- Mae Marsh som Dorothy Hawke
- C. Aubrey Smith som Richard Hawke, K.C.
- Hilda Bayley som Kate Watson
- Herbert Langley som Arthur Watson
- Allan Aynesworth som Forbes
- Eva Moore
- George K. Arthur
- Henry Vibart